# Jean Bothorel
Jean Bothorel (12 de maig 1940 a Plouvien), fou un periodista i escriptor bretó.
Inicialment fou un militant gaullista. En 1963, amb el nomenament de Raymond Marcellin al ministeri de seguretat, va prendre consciència del desinterès de les elits parisenques pel desenvolupament de les regions. Aleshores va crear Bretagne magazine amb Yvon Bourges en 1965. En 1968, s'adherí al Front d'Alliberament de Bretanya (FLB). Va participar en alguns atemptats fins que fou detingut i empresonat el 1969. També va col·laborar a L'Expansion, al Matin de Paris, i fou membre del comitè editorial de Le Figaro. També esdevingué redactor en cap de L'Express en 1986.